# Вудворт, Роберт
Роберт Сешнс Вудворт (англ. Robert Sessions Woodworth; 17 октября 1869 или 17 августа 1869, Белчертаун, Массачусетс — 4 июля 1962, Нью-Йорк, Нью-Йорк) — американский психолог и педагог; создатель личностного теста, носящего его имя, один из основателей функциональной психологии в Соединённых Штатах Америки, президент Американской психологической ассоциации.

## Биография
Роберт Вудворт родился 17 октября 1869 года в городке Белчертаун в американском штате Массачусетс. Его отец был священником-конгрегационалистом, окончившим Йельский колледж и Йельскую богословскую школу. Мать, третья жена Вудворта, была учительницей, окончила колледж Маунт-Холиок. Роберт вырос в большой семье, в которой были дети от всех браков отца, подход которого к воспитанию был очень строгим. Он начал своё обучение в родном штате в средней школе в городе Ньютона. Два года преподавал математику в средней школе и два года в колледже в Топике (штат Канзас).
Затем он учился в Гарвардском и Колумбийском университете у Уильяма Джеймса вместе с другими будущими выдающимися психологами, такими как Лета Стеттер Холлингворт, Джеймс Энджелл и Эдвард Ли Торндайк. 
В 1914 году он был избран в президенты Американской психологической ассоциации (АПА).
В 1921 году Р. С. Вудворт издал учебник «Psychology: A study of mental life», который выдержал множество переизданий и стал первым введением в психологию для нескольких поколений студентов.
Его учебник экспериментальной психологии, появившийся на свет в 1938 году, оказал едва ли не меньшее влияние, чем вышеназванный, особенно во втором издании 1954 года, написанном совместно с другим американским психологом Гарольдом Х. Шлосбергом (1904—1964). Он также известен введением формулы поведения «Стимул-Организм-Реакция» (англ. Stimulus-Organism-Response (S-O-R)).
В 1935 году Роберт С. Вудворт был избран членом Американской академии искусств и наук, а в 1936 году членом Американского философского общества.
Роберт Сешнс Вудворт умер 4 июля 1962 года в городе Нью-Йорке.
Спустя сорок лет после его смерти, печатный орган Американской психологической ассоциации «Review of General Psychology» поставил профессора Вудворта на 88-е место среди наиболее цитируемых психологов XX века.